# Elea (Eòlia)
Elea (en grec antic: Ἐλαία 'olivera'; en llatí: Elaea) fou una ciutat d'Eòlia, a l'Àsia Menor, de localització desconeguda i que funcionà com a port reial de Pèrgam.

## Localització
La seva localització exacta roman desconeguda. Estrabó la situa al sud del riu Caicos, a dotze estadis del riu i 120 estadis de Pèrgam. El riu Caicos desaiguava a la badia d'Elea (llatí: Elaeaticus Sinus), que Estrabó considerava erròniament com a part de la badia d'Adramítium. Segons Tit Livi. la ciutat estava envoltada de turons i descansava en una vall. Heròdot no esmenta pas Elea en la seva llista de ciutats d'Eòlia. Escílax, Pomponi Mela, Plini, i Claudi Ptolemeu l'esmenten, però no en donen la situació. Leake, en el seu mapa d'Eòlia, la situa en un lloc anomenat Klisei (Kilisee Keui), al sud de Pèrgam, i l'Atles Barrington la localitza a prop de la moderna vila de Zeytindağ, sempre a la província d'İzmir, a Turquia.

## Història
Estrabó conta que Elea va ser fundada pel rei Menesteu d'Antiga Atenes en l'expedició cap a Troia. Però els atenesos eren grecs jònics, mentre que Elea era una ciutat eòlica, i Estrabó no es preocupa d'explicar aquest fet. És probable que aquesta llegenda fos el motiu per què les monedes d'Elea portaven el cap i el nom de Menesteu. Efectivament, els motius que apareixen a les monedes d'Elea remeten, en general, a la iconografia atenesa: la imatge de la deessa Atena (meitat del segle v aC i segona meitat del segle iv aC), una olivera o el bust d'un home amb la llegenda ΜΕΝΕCΘΕVC ΚΤΙCΤΗC ('fundador Menesteu'). Sota August, Neró, Hadrià i Còmmode, les monedes porten la inscripció ΕΛΑΙΤΩΝ («Elaitōn», 'eleates') i la imatge varia, essent freqüents, a més d'Atena, Zeus, Persèfone o Demèter, com també Asclepi i altres elements iconogràfics referits a Atena, Demèter i Asclepi.
La ciutat apareix en la història a meitat del segle v aC, com a part de la Lliga Dèlica. Va passar al Regne de Macedònia i després als selèucides, per acabar en mans del regne de Pèrgam. Fou el port més utilitzat pels reis de Pèrgam. El 190 aC Antíoc III el Gran la va assetjar. El 156 aC fou assolada pel rei Prúsies I el Coix de Bitínia. El 133 aC va passar a Roma, que no la va ocupar fins al 130 aC. Sota domini romà va tornar a emetre monedes. L'any 90 fou parcialment destruïda per un terratrèmol i estava molt malmesa a començaments del segle ii sota l'emperador Trajà, però va continuar existint com a petita vila, i va tenir un bisbe sufragani d'Efes, que és esmentat fins al segle xii o començaments del segle xiii. Només se sap el nom de tres dels bisbes: Isaïes el 451, Olbià el 787 i Teòdol al segle xii. En aquesta ciutat va néixer al segle x Sant Pau el Jove, un monjo del Mont Latros. La vila degué desaparèixer al segle xiii sota els atacs dels mongols o dels turcmans.